# Job 30
Job 30 es el trigésimo capítulo del Libro de Job en la Biblia hebrea o el Antiguo Testamento del Cristianismo . El libro es anónimo; la mayoría de los estudiosos creen que fue escrito alrededor del siglo VI a. C. Este capítulo recoge el discurso de Job, que pertenece a la sección Diálogo del libro, y comprende Job 3:1–Job 31:40.

## Comentarios previos a 26:1-31:40
En el texto tal como lo conservamos, esta sección se presenta como el discurso final de Job dentro de la controversia con sus amigos. Sin embargo, solo en los capítulos 26 y 27 aparecen fórmulas que muestran que Job se dirige a ellos (cf. 26,2-4; 27,12). El capítulo 28 funciona más bien como un himno a la sabiduría, sin conexión directa con lo anterior, mientras que los capítulos 29-31 constituyen una lamentación en forma de soliloquio. Por ello, únicamente los capítulos 26 y 27 pueden considerarse respuesta de Job en el marco de los diálogos. El resto, aunque se coloque a continuación y se atribuya a Job, no pertenecería a esa respuesta, sino que habría sido insertado por el autor como cierre literario de la sección. Deben, por tanto, leerse como unidades independientes.

## Texto
El texto original está escrito en lengua hebrea. Este capítulo se divide en 31 versículos.

### Testimonios textuales
Algunos manuscritos antiguos que contienen el texto de este capítulo en hebreo pertenecen al Texto masorético, que incluye el Códice de Alepo (siglo X) y el Codex Leningradensis (1008). Se encontraron fragmentos que contienen partes de este capítulo en hebreo entre los Rollos del Mar Muerto, incluyendo 4Q100 (4QJobb; 50–1 a. C.) con los versículos 15–17 conservados.

## Análisis
La estructura del libro es la siguiente:
- El prólogo (capítulos 1-2)
- El diálogo (capítulos 3-31)
- Los veredictos (32:1-42:6)
- El epílogo (42:7-17)

Dentro de la estructura, el capítulo 30 se agrupa en la sección Diálogo con el siguiente esquema:
- La maldición y el lamento de Job (3:1–26)
- Primera ronda (4:1–14:22)
- Segunda ronda (15:1–21:34)
- Tercera ronda (22:1-27:23)
- Interludio: poema sobre la sabiduría (28:1-28)
- Resumen de Job (29:1-31:40)
  - La antigua prosperidad de Job (29:1-25)
    - Las antiguas bendiciones de Job (29:1-6)
    - El honor anterior de Job (29:7–10)
    - El papel anterior de Job en la administración de la justicia (29:11–17)
    - La expectativa de Job de una paz duradera (29:18–20)
    - La prominencia de Job en la comunidad (29:21–25)

  - El sufrimiento actual de Job (30:1-31)
    - Cómo habría visto Job a sus burladores (30:1-8)
    - Los ataques de sus enemigos (30:9-15)
    - Dios es el causante de sus sufrimientos actuales (30:16-19)
    - Acusación a Dios (30:20-23)
    - Retirada a la desesperación (30:24-31)

  - Defensa final de Job (31:1-40)
    - Su rechazo de la lujuria (31:1-4)
    - Su negación de la falsedad y el engaño (31:5-8)
    - Su rechazo al adulterio (31:9-12)
    - Su cuidado por sus siervos (31:13-15)
    - Su justicia al tratar con los pobres y marginados (31:16-23)
    - Su rechazo a adorar al dinero u otros dioses (31:24-28)
    - Inocente de una variedad de delitos (31:29-34)
    - La llamada a Dios para que responda (31:35-37)
    - Su trato justo de la tierra (31:38-40)

La sección del diálogo está compuesta en formato poético, con una sintaxis y una gramática distintivas. Al final del diálogo, Job resume su discurso en una revisión exhaustiva (capítulos 29-31), donde el capítulo 29 describe la antigua prosperidad de Job, el capítulo 30 se centra en el sufrimiento actual de Job y el capítulo 31 esboza la defensa final de Job. Toda la parte está enmarcada por el anhelo de Job de restaurar su relación con Dios (Job 29:2) y el desafío legal a Dios (Job 31:35-27). El capítulo 30 describe el sufrimiento de Job después de que su mundo se pusiera patas arriba (en marcado contraste con capítulo 29), pasando de disfrutar «del respeto de los más respetables» (Job 29:21-25) a sufrir «el desprecio de los más despreciables» (Job 30:1, 9-12). Job se queja directamente a Dios de su condición, ya que cree que Dios determina todos los aspectos de su vida (versículos 16-23), antes de retirarse desesperado porque nadie, ni siquiera Dios, le ha mostrado misericordia o cuidado (versículos 24-31).

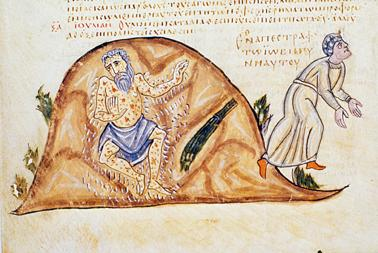
«Job». De: Libro de Job en manuscritos bizantinos iluminados con ilustraciones cíclicas. Roma: Biblioteca Apostólica Vaticana (900 d. C.).

## Job habla del ataque de los burlones (30:1-15)
La primera parte de la sección describe a los burlones de Job desde el punto de vista de Job (versículos 2-8. Con la recurrencia de «y ahora» (versículo 9; cf. «pero ahora» en el versículo 1), Job vuelve a quejarse del trato que le dan sus «enemigos», entre los que se encuentran los marginados de la comunidad. Los ataques se describen como abrumadores por su severidad y persistencia.

### Versículo 1
[Job dijo:] «Pero ahora se burlan de mí los más jóvenes que yo,
a cuyos padres desprecié por ponerlos con los perros de mi rebaño.
- «Pero ahora»: establece un contraste entre el pasado de Job y su realidad actual.[18]
- «Más jóvenes»: literalmente en hebreo: «de menos días»[21]

La última afirmación significa que Job no tenía en alta estima a su padre como para ponerlos con los perros.

## Job muestra su desesperación por el trato que Dios le ha dado (30:16–31)
En esta sección, Job reitera su convicción de que Dios tiene el control total de su vida, por lo que se queja de que Dios no le ha concedido misericordia. Job espera la restauración («el bien»), pero solo se enfrenta al desastre («el mal»), por lo que solo puede ver imágenes sombrías de su vida futura.

### Versículo 31
[Job dijo:] «Mi arpa se ha convertido en un lamento,
“y mi flauta a la voz de los que lloran.
La mención de los instrumentos musicales puede ser paralela a la mención de los chacales y los búhos en el versículo 29, conocidos por emitir sonidos chirriantes (cf. Miqueas 1:8), en lugar de tonos que alegran la vida, como la lira (arpa) y las pipas (flauta).

## Comentarios

### De la Iglesia católica

#### A todo el capítulo
Frente a la prosperidad anterior, Job expresa un lamento profundo por la desgracia actual y los males que lo afligen en el presente (vv. 1, 9, 16)lo que Fray Luis de León comenta acertadamente de la siguiente manera:

Y agora, como diciendo, esto fue entonces: dábanme el primer lugar a doquier que llegaba, cercábanme como a rey, estaban de mi boca colgados; mas agora hacen mofa de mí los mozos y viles, no sólo los ancianos y graves. Y para encarecer más el desprecio, encarece con particulares señales la bajeza y vileza de los que le menosprecian.

Con un tono pesimista, Job lamenta el desprecio de los jóvenes, los pobres y los delincuentes (vv. 1-10), y sobre todo la humillación que Dios le ha infligido mediante una abundancia de sufrimientos (vv. 11-19). Aunque clama suplicante a Dios, solo encuentra silencio como respuesta (vv. 20-23), lo que lo lleva al borde de la desesperanza y a una profunda depresión (vv. 24-31). El núcleo del capítulo es esa oración doliente sin respuesta aparente (v. 20), que refleja la fe del que ama a pesar de las adversidades y dudas, y que mantiene la esperanza de recibir algo de Dios.

Mucho aprovecha para acrecentar la sabiduría de los santos recibir tarde las cosas que demandan, para que en la dilación crezca el deseo y con el deseo se acreciente el entendimiento. Y cuando el entendimiento se esfuerza, se le manifiesta en Dios el amor más encendido.

#### A los versículos 3-8
La representación de los desheredados en este pasaje es especialmente dura, en marcado contraste con la valoración favorable que la Biblia, incluido el propio pensamiento de Job, otorga a los pobres. El autor sagrado utiliza un lenguaje poético para enfatizar la desdicha y el abandono que sufre Job, expresándolo a través de la burla proveniente de aquellos que se encuentran en los márgenes sociales.

#### Al versículo 24
El texto ofrece múltiples interpretaciones debido a la dificultad de comprensión tanto del original hebreo como de la versión griega. Se ha tomado como referencia el hebreo, buscando una lectura coherente con el contexto, especialmente con el versículo 23. En este pasaje se describe el desaliento del enfermo que no halla alivio a su sufrimiento, aunque tampoco acepta resignadamente su situación.